# Hương mật tựa khói sương
Hương mật tựa khói sương (giản thể: 香蜜沉沉烬如霜; phồn thể: 香蜜沉沉燼如霜; Hán-Việt: Hương mật trầm trầm tẫn như sương; tiếng Anh: Ashes of Love) là bộ phim truyền hình của đài Giang Tô, chuyển thể từ tiểu thuyết cùng tên của tác giả Điện Tuyến, nằm trong danh sách những cuốn tiểu thuyết có sức ảnh hưởng nhất của Trung Quốc trong một thời gian dài. Đây được coi là một trong những bộ phim ngôn tình huyền huyễn thành công nhất từ trước tới nay, mang đến đột phá trong sự nghiệp các diễn viên tham gia.

## Nội dung
Hương Mật Tựa Khói Sương được chuyển thể từ cuốn tiểu thuyết cùng tên của nhà văn Điện Tuyến, bản tiểu thuyết được đánh giá vô cùng cao về cả nội dung lẫn tính nhân văn, đã lọt top những tiểu thuyết có ảnh hưởng ở Trung Quốc.
Lấy bối cảnh thần tiên (Huyền huyễn) về đề tài thần tiên-yêu ma, Dương Tử vào vai Cẩm Mịch, con gái của Hoa thần Tử Phân. Từ khi sinh ra đã bị cho uống Vẫn Đan, đoạn tuyệt tình ái, vì Hoa thần nghĩ "không yêu sẽ mạnh mẽ". Trải qua 4000 năm tu luyện, Cẩm Mịch vô cùng vất vả, luôn ham muốn tu vi, luôn muốn có phép thuật cao thâm. Nàng tính tình hiền lành, trong sáng và vô cùng đáng yêu nhưng cũng rất trẻ con và không hiểu chuyện, luôn khiến Trưởng Phương Chủ lo lắng. Hôm nọ Hoả thần Húc Phượng (Đặng Luân thủ vai) niết bàn, vô tình rơi vào âm mưu của những kẻ muốn hạ bệ Thiên Hậu mà rơi xuống Hoa giới. Mối quan hệ bắt đầu từ đây. Sau khi nàng nhận lại được cha ruột là Thủy thần Lạc Lâm những tưởng sẽ có cuộc sống tốt đẹp nhưng lại rơi vào hiểm cảnh phải lịch kiếp, trải qua thất khổ ở phàm giới. Tại đây, nàng là Thánh Nữ, còn Húc Phượng là Tập Vương, Tuệ Hòa là Quận chúa... Cẩm Mịch còn được gặp lại Nhục Nhục. Hai người cùng viết nên chuyện tình vô cùng buồn thảm. Lúc này Dạ thần Nhuận Ngọc (La Vân Hi thủ vai) cũng đã yêu nàng. Trải qua mọi thăng trầm từ Hoa giới, Thiên giới, Nhân giới rồi đến Ma giới, Cẩm Mịch cùng với Húc Phượng cũng về lại bên nhau, dù cho lúc trước có hiểu lầm hay oán hận.
Nôi dung của cuốn tiểu thuyết được tóm tắt như sau:
Yêu, hận đan xen, rốt cuộc ai mới là người yêu nàng thật lòng, ai mới là người nàng thật lòng trao trọn trái tim?
Hương Mật Tựa Khói Sương là câu chuyện tình yêu lãng mạn có ngọt ngào, có đau thương và thật sự sâu sắc. Với lối viết logic, hài hước và vô cùng hấp dẫn, tác giả Điện Tuyến đã mở ra một cánh cửa cho độc giả đi vào thế giới của thần tiên. Mặc dù được thổi vào những yếu tố thần tiên nhưng câu chuyện tình yêu trong truyện vẫn hết sức gần gũi bởi ở đó chúng ta sẽ tìm thấy những rung cảm, những xúc động, những yêu hận đan xen.
Cẩm Mịch là con gái của Hoa Thần Tử Phân, nhưng lại bị phong điểm dưới dạng một quả bồ đào và giam giữ trong Thủy Kính hàng vạn năm để hoàn toàn đoạn tuyệt với vết thương lòng khiến người ta đau xé ruột gan.
Mặc dù Hoa Thần đã cho Cẩm Mịch uống Vẫn đan để diệt tình tuyệt ái nhưng cũng không thể tránh được mối lương duyên của nàng với Húc Phượng và Dạ Thần - hai người con của Thiên Đế. Một chữ duyên đã vô tình làm cho nàng rơi vào mối tình với một Húc Phượng mạnh mẽ, quyết liệt như lửa, một Dạ Thần sâu sắc ôn nhu như nước. Giữa một Húc Phượng rực rỡ lóa mắt như ánh mặt trời, một Dạ Thần tĩnh lặng dịu dàng như ánh trăng, Cẩm Mịch phải lựa chọn ra sao khi ngay cả yêu là gì nàng cũng không hề biết.
Thượng cổ, Thiên Nguyên hai mươi vạn năm, tiết sương giáng. Hoa Thần Tử Phân sau khi sinh hạ sinh con gái thì từ trần, trước khi lâm chung đã cho kỳ nữ uống một viên tuyệt tình đan, giao cho thuộc hạ bảo vệ bí mật về kỳ nữ, rồi đem nàng giấu vào trong "thủy kính" bốn vạn năm. Kỳ nữ này mang danh Cẩm Mịch.
Bốn ngàn năm sau, người con thứ của Thiên đế Hoả Thần Phượng Hoàng bị hại rơi vào "Thủy kính", đã được Cẩm Mịch ngây thơ cứu giúp, hơn một trăm năm ở chung, Hoả Thần dần nảy sinh tình cảm với Cẩm Mịch.
Người con cả của Thiên đế là Dạ Thần và Hoả Thần Phượng Hoàng bất hoà với nhau, hắn vốn muốn lợi dụng Cẩm Mịch để bức hiếp Hoả Thần, nào ngờ lại bị Cẩm Mịch cuốn hút…
Nơi giao nhau giữa Thiên giới và Ma giới sâu thẳm không lường, cuộc chiến giữa Hoả Thần và Dạ Thần cuối cùng cũng xảy ra. Nhưng nào ngờ, cú đánh cuối cùng không trúng đối phương mà cả hai lại đánh vào Cẩm Mịch mà họ vô cùng yêu…
Cẩm Mịch đã hồn siêu phách tán hay linh hồn vẫn còn vương vấn? Giữa Hoả Thần và Dạ Thần cuối cùng người nàng yêu là ai? Thần tiên, yêu quái, người phàm, đâu mới là thân phận cuối cùng của nàng?
Vạn vật đều có cách thức tự nhiên của nó, cơ duyên là trời định, nghịch lại tất tạo nghiệt.
Một niệm lòng tham trỗi dậy, trăm ngàn chướng ngại tới.
Ngoài ra, truyện còn có những câu chuyện tình yêu và ân oán của các cặp đôi khác như: Lưu Anh - Mộ Từ, Tuệ Hòa - Ngạn Hữu, Thiên Đế - Thiên Hậu - Hoa thần - Thủy thần - Tốc Ly,…

## Phân vai

### Nhân vật chính
| Diễn viên       | Nhân vật       | Giới thiệu |
| Dương Tử        | Cẩm Mịch       | Thiếu chủ Hoa Giới / Nhân giới: Thánh nữ Thánh Y tộc - Tập Vương hậu / Thiên giới: Hậu Thủy Thần / Ma giới: Ma hậu Con gái Hoa Thần – mới sinh đã được cho uống Vẫn Đan đoạn tuyệt tình ái, bởi mẫu thân nàng cho rằng: Vô tình sẽ mạnh mẽ, không yêu sẽ tự do, có thể làm một tán tiên tiêu dao vui vẻ sống một đời hạnh phúc. Sinh vào tuyết giáng sương, chân thân là một đóa hoa sương, thể chất cực hàn, thích hợp thủy dưỡng. Vì được Hoa thần trước khi qua đời dùng phong ấn Già Lam, Cẩm Mịch tu luyện linh lực rất khó khăn, sau nhận cha - Thủy Thần Lạc Lâm dẫn đến nhờ Đẩu Mẫu Nguyên Quân giải phong ấn Già Lam, mới tu luyện tốt. Một tay trồng hoa, một tay gọi nước, là một Thủy Sư giỏi, phá được Cổn Du chi hỏa (nghiệp hỏa tầng thứ 7/8 tầng) của Thiên Hậu. Lúc đầu lầm tưởng mình là Bồ Đào Tinh, có hình dáng của một nam nhi (do Tỏa Linh Trâm phong ấn hình dáng nữ nhi). 4000 tuổi nhưng chẳng khác một đứa trẻ, lại bị uống Vẫn Đan, không hiểu chuyện nam nữ, đa tình lại bạc tình, lạnh lùng không hề biết yêu là gì. Cứ 100 năm, Thủy Kính (kết giới Hoa thần trước khi mất lập để bảo vệ Cẩm Mịch trong một vạn năm đầu đời, không cho ra ngoài để tránh tình kiếp đã tiên đoán khi sinh nàng) sẽ mở một lần, trong một lần kéo bạn thân Nhục Nhục (có chân thân sen đá) trốn đi chơi, Nhục Nhục đã vì bảo vệ Cẩm Mịch khỏi thần thú thượng cổ Cùng Kỳ mà chết. Từ đấy, nàng tích cực gia tăng linh lực bằng mọi cách từ tu luyện đến xin xỏ, năn nỉ người khác cho linh lực mong có thể ra khỏi Thủy Kính, báo thù. Sau đó, Hỏa thần Húc Phượng đang niết bàn thì bị tấn công vào thời khắc mấu chốt, rơi xuống Hoa giới với hình dạng quạ đen (phượng hoàng cháy khét). Cứu mạng chàng mà không hề biết chàng là nhị điện hạ Thiên giới, là tình kiếp sẽ khiến số mệnh nàng trăm ngàn đau khổ. Gặp gỡ với Húc Phượng khiến cho thân phận của Cẩm Mịch được hé mở, cũng khiến cho nàng bắt đầu biết đến vị ngọt của tình yêu (Vẫn Đan bắt đầu nứt khi lịch kiếp ở nhân gian). Mọi chuyện bắt đầu vần vũ xoay dời, khi Cẩm Mịch bắt đầu yêu Húc Phượng, thì Dạ thần Nhuận Ngọc là vị hôn phu được định 4000 năm trước của nàng, cũng như sự thật mẫu thần của Húc Phượng - Thiên Hậu Đồ Diêu là người vì ghen ghét, vì giữ ngôi Thiên Hậu mà dùng Lưu Ly Tịnh Hoả (nghiệp hỏa tầng 8) giết chết mẹ nàng. Nhuận Ngọc dần nảy sinh tình cảm sâu nặng với nàng (sau này tự nhận là 'thứ tình cảm hèn mọn từ tận xương tủy'), bất chấp thủ đoạn chia rẽ nàng với Húc Phượng.... Thù hận chồng chất, một tay đoạt mệnh Húc Phượng, ói ra Vẫn đan, mới biết được mình yêu chàng đến thế nào. Từ một quả Bồ đào ngây thơ nhỏ bé, giờ đã là một Thủy Thần thượng tiên đau khổ, dằn vặt vì yêu, sẵn sàng lội xuống sông Vong Xuyên mặc cho những vong hồn cấu xé đuổi theo hình bóng chàng. Sống như cái xác không hồn, biết không hi vọng nhưng vẫn ngày ngày lui tới Vong Xuyên tìm chàng. Nghe ông lão lái đò Vong Xuyên chỉ dẫn liền tìm Thái Thượng Lão Quân hỏi xin Cửu Chuyển Kim Đan, rồi vì thuốc dẫn là Ánh Sáng Huyền Khung, lên Xà Sơn bị rắn độc cắn, đổi tất cả màu sắc của đôi mắt nữ nhi Hoa Thần, lấy chân thân chứa Ánh Sáng Huyền Khung. Biết bản thân là một đóa sương hoa, dùng để chứa thứ ánh sáng cực mạnh ấy, ắt bị nung chảy mà mất mạng. Tân Thiên Đế lại dùng nửa tiên thọ của mình sử dụng cấm thuật Huyết Linh Tử trong Mộng Đà Kinh cứu nàng, Cẩm Mịch lại phải nợ kẻ mình không yêu nửa mạng không thể trả hết. Với Húc Phượng, được nàng hi sinh đủ thứ cứu sống nhưng lại nhầm là Tuệ Hoà, trong lòng lại quá đỗi thất vọng chỉ còn gọi nàng hai tiếng "Thủy Thần" lạnh buốt. Nhờ Hồ Ly Tiên, Lưu Anh và Ngạn Hữu giúp đỡ, sau này hai người đã bỏ qua những chuyện trước kia, làm lại từ đầu. Nhưng nàng lại trả cái mạng nghịch thiên cải mệnh của mình để kết thúc đại chiến Thiên - Ma, kết thúc mọi ân oán tình thù. Nàng hi sinh, cứu Lục giới khỏi khói lửa chiến tranh, có công đức vô lượng, hoá giải kiếp số, được tái sinh dưới phàm trần chờ Phượng Hoàng đến rước dâu với sính lễ 6000 năm linh lực, hạnh phúc bên nhau đời đời kiếp kiếp. |
| Đặng Luân       | Húc Phượng     | Thiên giới: Hỏa thần / Nhân giới: Tập Vương/ Ma giới: Ma Tôn Phượng Hoàng nhiều hồn nhiều phách, vốn là Nhị điện hạ phong quang vô hạn của Thiên Giới, về sau trở thành Ma Tôn chốn U Minh. Tính tình ban đầu cao ngạo, lạnh lùng. Hỏa thần đang niết bàn thì bị tấn công vào thời khắc mấu chốt, rơi xuống Hoa giới với hình dạng quạ đen (phượng hoàng cháy khét). Được Cẩm Mịch phát hiện, giúp đỡ trong thời gian ở Hoa giới, Húc Phượng phải đem nàng ra khỏi Thủy Kính lên Thiên giới để 'trả ơn'. Nhận ra tình yêu đang nảy mầm của mình với Cẩm Mịch, đã trao Hoàn đế phượng linh (sợi lông mỗi con phượng hoàng chỉ có một) cho nàng. Mới hạnh phúc vì biết nàng không cùng huyết thống với mình thì lại biết nàng có hôn ước với anh mình Nhuận Ngọc, rồi cha mẹ mình đã hại chết mẹ nàng. Một lòng yêu Cẩm Mịch, lại bị nàng nói lời chia tay (Cẩm Mịch bị Nhuận Ngọc khôi phục Vẫn Đan), đau khổ nhưng vẫn âm thầm bảo vệ nàng. Thiên Hậu sau khi bị nhốt vào ngục, truyền toàn bộ tu vi cho Tuệ Hòa - công chúa Điểu tộc (tộc Thiên Hậu, cũng là bên ngoại của Húc Phượng). Muốn hại Cẩm Mịch, ly gián quan hệ của Phượng - Mịch, Tuệ Hòa giả làm Húc Phượng giết Thủy Thần (cha Cẩm Mịch) và Phong Thần. Bị người yêu lầm là hung thủ, một đao đoạt mệnh, tất cả tình yêu trước đây đều bị khóa lại, quyết cắt đứt quan hệ với nàng - người vì cứu mình đã phải nợ người không yêu nửa mạng sống, người con gái Hoa Thần phải bỏ đi đôi mắt chứa muôn màu rực rỡ của thế gian, người đã lấy một cánh chân thân tặng mình xuân hoa thu thực. Phượng hoàng trùng sinh ở Ma giới, được Biện Thành Vương giúp đỡ lên làm Ma Tôn. Hết lần này đến lần khác gặp mặt đều tổn thương Cẩm Mịch. Ở động Cửu Anh, chàng bảo vệ Tuệ Hòa định tấn công Cẩm Mịch khiến hoàng đế phượng linh bay đến bảo vệ nàng, chàng lại suýt phá hủy sợi lông quý báu ấy, nhưng phượng linh không phải không nghe lời, mà là vì nó biết trong lòng chàng có ai. Sau đó dùng xuân hoa thu thực làm quà, cầu hôn Tuệ Hòa ngay trước đôi mắt đã không còn nhìn được vẻ đẹp của xuân hoa thu thực kia, khiến nàng tự tay bóp nát mảnh chân thân của mình. Về Thiên giới, nàng lại đến cây phượng ngày xưa, mong có thể làm cây đã chết nở hoa lần nữa, nàng cười, nhưng những bông hoa ấy không còn là hoa phượng hoàng mà chỉ là một màu tím buồn thảm, màu của nàng. Tại hôn lễ Ma giới, phát hiện chân tướng của Tuệ Hòa, hai người chấp nhận cùng bắt đầu lại với nhau sau khi trải qua Nghiệm Tâm Thạch, hiểu rõ lòng đối phương. Nhưng nàng lại trả cái mạng nghịch thiên cải mệnh của mình để kết thúc đại chiến Thiên - Ma, chết dưới một chưởng của chàng và Thiên Đế, kết thúc mọi ân oán tình thù. Nàng hi sinh, hóa thành giọt nước mắt trong chàng, cùng chàng nhìn thế giới đồng thới hóa giải Kim Đan phản phệ. Năm xưa, Thủy Thần cứu Lục giới khỏi khói lửa chiến tranh, có công đức vô lượng, hoá giải kiếp số, được tái sinh dưới phàm trần chờ Phượng Hoàng đến rước dâu với sính lễ 6000 năm linh lực, hạnh phúc bên nhau đời đời kiếp kiếp. |
| La Vân Hi       | Nhuận Ngọc     | Thiên giới: Dạ thần/ Hậu Thiên Đế Vị tiên nhân cai quản bóng đêm, tuy là Đại điện hạ của Thiên giới nhưng lại chưa bao giờ được coi trọng. Tài năng và sự cơ trí ẩn giấu sau lớp vỏ ưa nhàn nhã, không màng sự đời. Chính vì vậy, đến cả một tì nữ thấp bé bên cạnh Tuệ Hòa công chúa cũng cảm thấy uất ức cho chủ nhân do nếu Tuệ Hòa vào Tề Ngô cung của Húc Phượng làm Thiên phi thì phải hành lễ huynh trưởng với kết quả " một đêm xuân tình" của Thiên đế như Nhuận Ngọc. Kết quả Tuệ Hòa bị Húc Phượng dằn mặt- cho thấy tình huynh đệ của Nhuận Ngọc và Húc Phượng lúc ấy như hình với bóng. Trước đây là một Dạ thần tâm tính ôn hòa, tốt bụng, đối đãi ứng xử nhã nhặn với mọi người.. Bị cuốn hút bởi tính cách thiên chân trong sáng của Cẩm Mịch, đem lòng yêu nàng, rồi phát hiện nàng chính là vị hôn thê của mình. Nhưng cây muốn lặng, gió chẳng ngừng, vị Dạ thần 'ôn nhuận như ngọc' này bị hoàn cảnh đưa đẩy, mẫu thân bị giết hại, kí ức đã mất đi khi bị Thiên Hậu cho uống Phù Mộng Đan trở lại, thù hận sôi sục, hắc hóa, trở thành một người khẩu phật tâm xà, tình yêu đối với Cẩm Mịch biến thành sự cưỡng cầu cố chấp, ích kỉ. Cuối cùng, chàng ngồi lên ngôi vị Thiên đế chí tôn vô thượng, vạn vật thần phục, nhưng bên cạnh thì chẳng còn người chàng yêu, làm một đế vương cô độc đến suốt đời.... Đến cuối cùng, hai tiếng " ca ca" của Húc Phượng đã hóa giải mọi ân oán, đau khổ tan theo mây bay. Nhuận Ngọc sau này thường đến chơi với con trai của Húc Phượng và Cẩm Mịch là Đường Việt. Chàng hỏi Cẩm Mịch có hạnh phúc không, nàng trả lời: " Vẫn là câu nói đó. Tìm yên bình trong chốn phồn hoa, êm đềm lặng lẽ hết kiếp này." Chân thân là một con rồng trắng, Cẩm Mịch luôn gọi chàng với cái tên " Tiểu Ngư tiên quan", vì hồi đó nàng tưởng chàng là một con cá. |
| Trần Ngọc Kỳ    | Lưu Anh        | Ma giới: Biện Thành Công chúa/ Hậu Ma Tôn Công chúa Ma Tộc, con gái Biện Thành Vương của Ma Giới, tính tình hào sảng phóng khoáng, yêu hận rõ ràng. Cũng là nữ tướng chốn sa trường, đánh đâu thắng đó, anh khí mười phần. Sau trận chiến với Cùng Kỳ, coi Húc Phượng như huynh đệ, quyết vào sinh ra tử cùng nhau. Có một mối tình đẹp với Mộ Từ và hai người đã thành thân với nhau trước sự làm chứng của Biện Thành Vương và Húc Phượng. Tuy nhiên Mộ Từ đã chết sau khi hai người thành thân. Sau này được Húc Phượng trao truyền ngôi Ma Tôn, sinh được Khanh Thiên công chúa là giọt máu mà Mộ Từ để lại. |
| Vương Nhất Phi  | Tuệ Hoà        | Điểu tộc Công chúa Thủ lĩnh điểu tộc, cao ngạo tùy hứng. Bản thân gánh vác trọng trách một gia tộc, lại chìm đắm vào một chữ tình, đánh mất bản thân. Sau này một tay giết chết hai vị Thượng Thần, song thân của Cẩm Mịch, gián tiếp khiến Cẩm Mịch ra tay giết Húc Phượng - người mà nàng yêu nhất, hối hận không dứt. Cuối cùng hóa điên, mãi mãi bị đày đọa. |
| Trâu Đình Uy    | Mộ Từ/ Kỳ Diên | Hậu duệ Diệt Linh Tộc Là một con Chim Diều Hâu Hậu duệ của Diệt Linh Tộc, bộ tộc có thể chế tạo được Diệt Linh Tiễn - "giết ma trừ tiên". Nhưng bộ tộc này đã bị Cố Thành Vương chu di từ hàng trăm năm trước. Chỉ vô tình trong lúc trốn thoát đã may mắn gặp được Lưu Anh và Biện Thành Vương nên được họ cứu giúp và nuôi dưỡng, đặt tên là Mộ Từ. Mộ Từ và Lưu Anh lớn lên cùng nhau và đều phải lòng đối phương. Sự xuất hiện của U Minh Chi Nộ đã vạch trân sự thật rằng Diệt Linh Tộc vẫn chưa tuyệt hẳn, điều đó đã khiến Mộ Từ bị Ma tôn và Cố Thành vương bắt giam, sau đó không lâu được Thiên Hậu Đồ Diêu cứu ra và từ đó trở đi làm tay sai cho Thiên Hậu dưới cái tên Kì Diên. Sau khi gặp lại Lưu Anh, chàng bắt đầu một cuộc tình đẹp với nàng, nhưng kết thúc lại bi thương tột cùng. Hai người có với nhau một người con gái. |
| Liêu Kính Phong | Ngạn Hữu       | Phác Xích Quân Bằng hữu tốt của Cẩm Mịch. Lúc Cẩm Mịch còn là một Bồ đào tiên trốn ra chơi ngoài Thủy Kính cùng bạn thân Nhục Nhục bị Cùng Kỳ truy bắt thì Ngạn Hữu đã ra tay cứu giúp. Sau này bị phát hiện là con nuôi của Động Đình quân- Long Ngư công chúa Tốc Ly, mẫu thân của Dạ thần, cũng được biết chính là kẻ muốn chống phá Thiên giới (cụ thể là Húc Phượng và Thiên hậu). Sau khi Động Đình quân bị Thiên hậu giết, nhận Dạ thần là huynh đệ, nhưng chưa từng ủng hộ con đường báo thù sai lầm, tàn nhẫn của Dạ thần. Ngạn Hữu từng có mối tình đầu ngắn ngủi nhưng oan nghiệt với Tuệ Hòa công chúa và bị nàng ta hãm hại. Tính cách vừa tà vừa chính, hay tự luyến, thích vẽ "Mỹ nhân đồ", thường xuất hiện giúp đỡ Cẩm Mịch vào lúc khó khăn, đối với Cẩm Mịch hết lòng yêu thương chở che. |

### Thiên giới
| Diễn viên       | Nhân vật            | Giới thiệu |
| Châu Hải My     | Đồ Diêu             | Thiên Hậu/ Điểu tộc tiên Công chúa Thượng thần thượng cổ, chính thất của Thiên Đế, sinh mẫu của Húc Phượng và là đích mẫu của Nhuận Ngọc. Trước đây Thái Vi Thiên Đế muốn có quyền lực hậu thuẫn từ Điểu tộc nên mới cưới bà, không ngờ lòng chỉ có tình ý với Hoa Thần Tử Phân, đành ra Đồ Diêu vô cùng căm hận Tử Phân, khiến vị Hoa thần này chịu đựng Lưu Ly Tịnh Hỏa mà hồn phi phách tán. Đồ Diêu cũng là người giết chết ngoại tổ phụ, cửu phụ và mẫu thân thân sinh của Nhuận Ngọc khiến Tốc Ly và Nhuận Ngọc nhà tan cửa nát, chịu đau khổ suốt đời. Trong một lần bài mưu định sát hại Cẩm Mịch nhưng bị ngăn cản, tất cả việc đã làm trong quá khứ bị bại lộ, nhận hình phạt giam vào ngục Tì Sa, và sau đó nhảy vào hố tru tiên đài kết thúc cuộc đời                         |
| Hà Trung Hoa    | Thái Vi             | Tiên Thiên Đế Phụ đế của Nhuận Ngọc và Húc Phượng. Tâm địa cũng chẳng kém gì Thiên Hậu, sẵn sàng dồn người khác vào đường chết nếu cản đường của hắn. Cưỡng bức Hoa thần, chia rẽ Hoa Thần với Thủy thần bằng cách ban hôn cho Thủy Thần, khiến nàng đau đớn suốt đời, cuối cùng hương tiêu ngọc vẫn. Lợi dụng mẫu thân Nhuận Ngọc - công chúa của Long Ngư Tộc Tốc Ly, khiến nàng chịu nhục sinh ra Nhuận Ngọc, cũng là nguyên nhân khiến nàng ngọc nát hương tan, cũng khiến Nhuận Ngọc thù hận không nguôi, bước vào con đường tranh đoạt. |
| Vương Nhân Quân | Lạc Lâm             | Tiên Thủy Thần Phụ thân Cẩm Mịch, Thượng thần thượng cổ chủ thượng Thủy tộc. Đem lòng yêu mến Hoa Thần nhưng lại bị Thiên Đế chỉ hôn với Phong Thần. Cuối cùng, dùng một nửa tu vi của mình để luyện Băng Nhẫn bảo hộ Cẩm Mịch nên không chống đỡ được Lưu Ly Tịnh Hỏa của Tuệ Hòa, khiến hồn phi phách tán. Cái chết của Thủy thần khiến Cẩm Mịch thù hận vô cùng, hiểu lầm Húc Phượng, một đao đoạt mệnh Húc Phượng. |
| Vương Viện Khả  | Lâm Tú              | Phong Thần Thượng thần thượng cổ, kế mẫu Cẩm Mịch, yêu thương Cẩm Mịch như con ruột của mình. Nàng và Hoa Thần, Thủy Thần cùng nhau tập luyện, chơi đùa và lớn lên. Tuy là phu thê với Thủy thần, nhưng tương kính như tân, vô cùng tôn trọng nhau. Bản tính hiền lành, ôn nhu. Sau này vì bảo vệ Thủy thần mà trúng Lưu Ly Tịnh Hỏa, đến chết cầu mong với được tay đến Lạc Lâm. Cái chết của Lâm Tú cũng là nguyên nhân khiến Cẩm Mịch giết Húc Phượng. |
| Hạ Chí Viễn     | Đan Chu             | Nguyệt Hạ Tiên Nhân Hồ Ly Tiên, vị thần tiên cai quản nhân duyên phàm giới. Thúc phụ của Nhuận Ngọc và Húc Phượng. Người duy nhất trên Thiên Giới ủng hộ cuộc tình của đôi uyên ương Húc Phượng Cẩm Mịch. |
| Đỗ Vũ Thần      | Quảng Lộ            | Tuyền Cơ cung Tiên thị/ Thượng Nguyên Tiên tử Con gái của Thái Tị Chân Nhân, ngày tuyển thiên binh của Thiên giới liền giả nam trang tham gia, vì ái mộ Dạ thần Nhuận Ngọc mà hằng ngày lặng lẽ tiếp túc giả nam hầu hạ chàng. Tiểu tiên cô thanh nhã thoát tục, khí chất lay động lòng người, một mực si tình bên Nhuận Ngọc, ủng hộ và cổ vũ chàng bất kể chàng làm sai hay đúng. Sau này trở thành Thượng Nguyên Tiên tử vĩnh viễn hầu hạ Tân Thiên Đế, một lòng với chàng, cũng không cầu đáp lại, chỉ cần ở bên chàng dài lâu. |
| Lý Nghệ Tuyên   | Đẩu Mẫu Nguyên Quân | Sư phụ của Phong Thủy Hoa Thần / Đế Chủ Tam Đảo Thập Châu / Mộc Thần Viễn Cổ / Thần Chiến Đấu Thần Chiếu Đấu, chiến thần viễn cổ đã thoái ẩn lâu năm. Sư tôn của Thủy Thần Lạc Lâm, Phong Thần Lâm Tú, Hoa Thần Tử Phân... Người có quyền lực lớn nhất trong chư thần, đến Thiên Đế cũng phải nể nhiều phần nhưng lại không màng thế sự rút khỏi Thiên Giới. Thỉnh thoảng chỉ có nhã hứng xuất hiện trong buổi tu luyện của chúng thần ở Cửu Trùng Thiên, người giải Phong Ấn Già Lam và Độ Kiếp cho Cẩm Mịch. Là nữ thần vô tình vô ái, chân lý là thế gian này tình yêu chỉ là huyễn hoặc, vì yêu mà phiền lòng, vì yêu mà sợ hãi. Bản thân chỉ mạnh mẽ nhất khi không tồn tại thứ gọi là ái tình. Vị thần đáng kính nể của Thiên Giới vô dục vô cầu, không can dự vào chuyện thế gian. |

### Hoa giới
| Nhân vật \|Giới thiệu |                         | |
| Trương Diễm Diễm      | Tử Phân                 | Tiên Hoa Thần Thượng thần thượng cổ, là một cánh Thủy Liên do Phật Tổ tọa vô tình bị rơi vào Lục Đạo Luân Hồi lạc tới Tam Đảo Thập Châu của Đẩu Mẫu Nguyên Quân, đệ nhất mỹ nữ Lục giới. Mẫu thân của Cẩm Mịch, có một đoạn tình 9 vạn năm với Thiên Đế, nhưng hắn lại chọn Đồ Diêu để củng cố địa vị lên ngôi vua, khiến nàng đau khổ, song sau đó dần có tình cảm với Thủy Thần. Cuối cùng Thiên Đế vì ghen tuông nên đã cưỡng bức nàng, bị Đồ Diêu sát hại. Không thể tỏ ý với Thủy thần, sau khi sinh Cẩm Mịch liền tan biến, để lại cho Cẩm Mịch một lời chúc phúc là Vẫn đan tuyệt tình tuyệt ái. |
| Bành Dương            | Mẫu Đơn                 | Trưởng Phương Chủ Lập lời thề với Hoa Thần. Cùng 24 vị Phương chủ thay Hoa Thần cai quản Hoa Giới, nuôi nấng Cẩm Mịch. Luôn lo lắng, yêu thương nàng như con ruột. |
| Mã Cảnh               | Hải Đường               | Hoa giới Phương Chủ Một trong 24 vị Phương chủ, cùng Trưởng Phương Chủ thay Tiên Hoa Thần quản lý Hoa Giới. Rất trung thành với Hoa thần |
| Ninh Văn Đồng         | Lão Hồ                  | Hoa giới lão nhân Là người bạn thân của Nguyệt Hạ Tiên Nhân. Được Hoa Thần nhờ chăm sóc cho Cẩm Mịch |
| Phó Nhu Mỹ Kỳ         | Nhục Nhục / Khương Hoạt | Hoa giới Tiên tử Bạn thân nhất của Cẩm Mịch, chân thân là một bông sen đá. Vì cứu mạng Cẩm Mịch mà bị Cùng Kỳ giết hại. Khi lịch kiếp thành Khương Hoạt, một lần nữa trở thành bạn chí thân của Cẩm Mịch ở Phàm Giới, lại đỡ thay Cẩm Mịch một mũi Diệt Linh Tiễn. |

## Nhạc phim
| Nhạc phim Hương mật tựa khói sương (香蜜沉沉烬如霜 电视原声音乐专辑) | Nhạc phim Hương mật tựa khói sương (香蜜沉沉烬如霜 电视原声音乐专辑) | Nhạc phim Hương mật tựa khói sương (香蜜沉沉烬如霜 电视原声音乐专辑) | Nhạc phim Hương mật tựa khói sương (香蜜沉沉烬如霜 电视原声音乐专辑) | Nhạc phim Hương mật tựa khói sương (香蜜沉沉烬如霜 电视原声音乐专辑) | Nhạc phim Hương mật tựa khói sương (香蜜沉沉烬如霜 电视原声音乐专辑) |
| STT                                                                  | Nhan đề                                                              | Phổ lời                                                              | Phổ nhạc                                                             | Singers                                                              | Thời lượng                                                           |
| -------------------------------------------------------------------- | -------------------------------------------------------------------- | -------------------------------------------------------------------- | -------------------------------------------------------------------- | -------------------------------------------------------------------- | -------------------------------------------------------------------- |
| 1.                                                                   | "Bất nhiễm (不染)" (Nhạc nền đầu phim)                               | Hai Lei                                                              | Jason Hong                                                           | Mao Bất Dịch (bản 1) Tát Đỉnh Đỉnh (bản 2) Giản Hoằng Diệc (bản 3)   | 5:25                                                                 |
| 2.                                                                   | "Tay trái chỉ trăng (左手指月)" (Nhạc nền cuối phim)                 | Du Hồng                                                              | Tát Đỉnh Đỉnh                                                        | Tát Đỉnh Đỉnh                                                        | 3:50                                                                 |
| 3.                                                                   | "Thiên địa vô sương (天地无霜)"                                      | Du Hồng                                                              | Tát Đỉnh Đỉnh                                                        | Dương Tử & Đặng Luân (song ca) Đặng Luân (đơn ca)                    | 3:36                                                                 |
| 4.                                                                   | "Tình sương (情霜)"                                                  | Du Hồng                                                              | Tát Đỉnh Đỉnh                                                        | Dương Tử                                                             | 4:22                                                                 |

## Phát sóng
Phát sóng khung giờ vàng đài Giang Tô, đồng thời phát sóng trên trang mạng trực tuyến như IQiYi, Youku, Tencent lúc 19h30 (giờ TQ) hàng ngày, mỗi ngày 2 tập, trừ thứ Bảy 1 tập. Tại Việt Nam phim được phát sóng online song song với Trung Quốc trên các trang phim như FPT Play, Keeng Movie, Film+. Phim được mua bản quyền phát sóng trên truyền hình tại Việt Nam trên kênh QPVN với phiên bản thuyết minh từ ngày 10/04/2019.

## Rating
| Giang Tô TV       | Giang Tô TV         | Giang Tô TV | Giang Tô TV    | Giang Tô TV | Giang Tô TV | Giang Tô TV    | Giang Tô TV | Giang Tô TV | Giang Tô TV     | Giang Tô TV | Giang Tô TV |
| Tập               | Ngày                | CSM52       | CSM52          | Hạng        | Toàn quốc   | Toàn quốc      | Hạng        | CSM 16      | CSM 16          | CSM 16      | Ghi Chú |
| Tập               | Ngày                | % Ratings   | % Rating share | Hạng        | % Ratings   | % Rating share | Hạng        | % Ratings   | % Ratings share | Hạng        | Ghi Chú |
| ----------------- | ------------------- | ----------- | -------------- | ----------- | ----------- | -------------- | ----------- | ----------- | --------------- | ----------- | --- |
| 1-2               | 2 tháng 8 năm 2018  | 0.995       | 3.722          | 3           | 0.5         | 2.05           | 7           | 0.706       | 2.374           | 3           | Giang Tô TV, Chiết Giang TV "Thuyết tiến hoá" bắt đầu phát sóng |
| 3-4               | 3 tháng 8 năm 2018  | 1.139       | 4.344          | 3           | 0.63        | 2.52           | 5           | 0.813       | 2.735           | 2           | CCTV-8 "Khai phong phủ" kết thúc, "Chấp hành lợi kiếm" ra mắt cùng ngày |
| 5                 | 4 tháng 8 năm 2018  | 1.172       | 4.74           | 1           | 0.58        | 2.61           | 4           | 0.793       | 2.956           | 3           | |
| 6-7               | 5 tháng 8 năm 2018  | 1.241       | 4.621          | 1           | 0.67        | 2.67           | 3           | 0.871       | 2.937           | 3           | |
| 8-9               | 6 tháng 8 năm 2018  | 1.384       | 5.203          | 1           | 0.78        | 3.12           | 5           | 0.859       | 2.891           | 3           | |
| 10-11             | 7 tháng 8 năm 2018  | 1.368       | 5.185          | 1           | 0.75        | 3.01           | 5           | 0.951       | 3.205           | 3           | |
| 12-13             | 8 tháng 8 năm 2018  | 1.503       | 5.735          | 1           | 0.88        | 3.49           | 5           | 1.08        | 3.638           | 3           | |
| 14-15             | 9 tháng 8 năm 2018  | 1.44        | 5.455          | 1           | 0.83        | 3.38           | 4           | 1.213       | 4.191           | 3           | |
| 16-17             | 10 tháng 8 năm 2018 | 1.328       | 5.066          | 2           | 0.86        | 3.47           | 3           | 1.042       | 3.544           | 2           | |
| 18                | 11 tháng 8 năm 2018 | 1.249       | 4.912          | 1           | 0.82        | 3.55           | 4           | 0.975       | 3.459           | 2           | |
| 19-20             | 12 tháng 8 năm 2018 | 1.272       | 4.636          | 1           | 0.84        | 3.29           | 3           | 1.071       | 3.596           | 3           | |
| 21-22             | 13 tháng 8 năm 2018 | 1.417       | 5.254          | 2           | 1.03        | 4.05           | 4           | 1.443       | 4.768           | 1           | CSM 52 thiếu Trạm Giang Hồ Nam TV "Điềm mật bạo kích" kết thúc |
| 23-24             | 14 tháng 8 năm 2018 | 1.374       | 5.047          | 2           | 0.94        | 3.74           | 3           | 1.197       | 3.929           | 2           | Hồ Nam Thiên Thịnh trường ca bắt đầu phát sóng |
| 25-26             | 15 tháng 8 năm 2018 | 1.349       | 5.102          | 2           | 0.99        | 4.02           | 3           | 1.196       | 4.06            | 2           | CSM 52 thiếu Hạ Môn CSM 16 thiếu Phúc Kiến Bắc Kinh TV "Hợp hỏa nhân" kết thúc "Những năm đó, chúng ta còn trẻ" bắt đầu cùng ngày 《Đặng Luân tập đặc biệt》 Toàn quốc % Rating 0.87, % Rating share 3.31 |
| 27-28             | 16 tháng 8 năm 2018 | 1.253       | 4.662          | 2           | 1.04        | 3.96           | 3           | 1.056       | 3.407           | 2           | CCTV-8 《Chấp hành lợi kiếm》kết thúc, 《Long môn phi giáp》 bắt đầu cùng ngày |
| 29-30             | 17 tháng 8 năm 2018 | 1.148       | 4.415          | 2           | 0.98        | 3.81           | 2           | 1.135       | 3.628           | 2           | "Hương mật tựa khói sương: Nhuận Ngọc" Toàn quốc % Rating 1.05, % Rating share 3.89 |
| 31                | 18 tháng 8 năm 2018 | 1.181       | 4.667          | 1           | 0.99        | 4.07           | 2           | 1.333       | 4.552           | 2           | |
| 32-33             | 19 tháng 8 năm 2018 | 1.176       | 4.205          | 1           | 0.99        | 3.85           | 1           | 1.156       | 3.771           | 2           | |
| 34-35             | 20 tháng 8 năm 2018 | 1.352       | 4.912          | 1           | 1.17        | 4.49           | 1           | 1.438       | 4.554           | 1           | 《Hương mật tựa khói sương đạo diễn đặc kĩ》 Toàn quốc % Rating 0.95, % Rating share 3.51 |
| 36-37             | 21 tháng 8 năm 2018 | 1.353       | 5.029          | 1           | 0.99        | 3.76           | 2           | 1.068       | 3.447           | 2           | 《Hương mật tựa khói sương: Viên Đan và Sương Hoa》 % Rating 0.97, % Ratin share 3.55 |
| 38-39             | 22 tháng 8 năm 2018 | 1.508       | 5.384          | 1           | 1.15        | 4.32           | 3           | 1.323       | 4.153           | 2           | 《Hương mật tựa khói sương: Đàm Hoa Thác》 Toàn quốc % Rating 0.99, % Rating share 3.66 |
| 40-41             | 23 tháng 8 năm 2018 | 1.273       | 4.728          | 2           | 1.15        | 4.45           | 3           | 1.458       | 4.683           | 2           | Đông Phương TV, Chiết Giang TV《Thuyết tiến hóa tình yêu》kết thúc, 《Nguyệt tẩu tiên sinh》ra mắt cùng ngày                                                                                              |
| 42-43             | 24 tháng 8 năm 2018 | 1.168       | 4.301          | 2           | 1.08        | 4.13           | 3           | 1.322       | 4.23            | 1           | |
| 44                | 25 tháng 8 năm 2018 | 1.051       | 3.871          | 1           | 0.89        | 3.62           | 2           | 1.183       | 3.923           | 1           | |
| 45-46             | 26 tháng 8 năm 2018 | 1.321       | 4.798          | 1           | 1.13        | 4.2            | 2           | 1.389       | 4.319           | 1           | 《Hương mật tựa khói sương: hoa Phượng Hoàng》 Toàn quốc % Rating 1.01, % Rating share 3.72 |
| 47-48             | 27 tháng 8 năm 2018 | 1.396       | 5.003          | 1           | 1.18        | 4.43           | 2           | Không có    | Không có        | Không có    | 《Hương mật tựa khói sương: Tuệ Hòa》 Toàn quốc % Rating 1.05, % Rating share 3.9 |
| 49-50             | 28 tháng 8 năm 2018 | 1.393       | 5.064          | 1           | 1.19        | 4.38           | 2           | 1.366       | 4.223           | 1           | |
| 51-52             | 29 tháng 8 năm 2018 | 1.294       | 4.711          | 2           | 1.3         | 4.85           | 2           | 1.514       | 4.794           | 1           | CCTV-8 《Long môn phi giáp》 kết thúc 《Hương mật tựa khói sương: xuân hoa thu thật》 Toàn quốc % Rating 1.19, % Rating share 4.38                                                                        |
| 53-54             | 30 tháng 8 năm 2018 | 1.283       | 4.612          | 2           | 1.39        | 5.09           | 1           | 1.438       | 4.485           | 1           | CCTV-8 《Câu chuyện khởi nghiệp》 bắt đầu phát sóng Hôm nay, Rating toàn quốc được tính theo % Rating share                                                                                               |
| 55-56             | 31 tháng 8 năm 2018 | 1.277       | 4.545          | 1           | 1.54        | 5.55           | 1           | 1.486       | 4.63            | 1           | CCTV-1 《Thanh xuân tươi đẹp nhất》 kết thúc |
| 57                | 1 tháng 9 năm 2018  | 1.315       | 4.414          | 1           | 1.58        | 5.22           | 1           | 1.44        | 4.195           | 1           | |
| 58-59             | 2 tháng 9 năm 2018  | 1.378       | 4.954          | 1           | 1.51        | 5.58           | 1           | 1.641       | 5.223           |             | |
| 60-61             | 3 tháng 9 năm 2018  | 1.358       | 5.073          | 1           | 1.64        | 6.46           | 1           | 1.679       | 5.533           | 1           | CCTV-1 《Xa nhà》 bắt đầu phát sóng |
| 62-63             | 4 tháng 9 năm 2018  | 1.322       | 5.093          | 1           | 1.64        | 6.36           | 1           | 1.692       | 5.593           | 1           | Bắc Kinh TV 《Những năm đó, chúng ta còn trẻ》 kết thúc |
| Rating Trung bình | Rating Trung bình   | 1.301       | 4.82           |             |             |                |             |             |                 |             | |